# Ken Kwapis

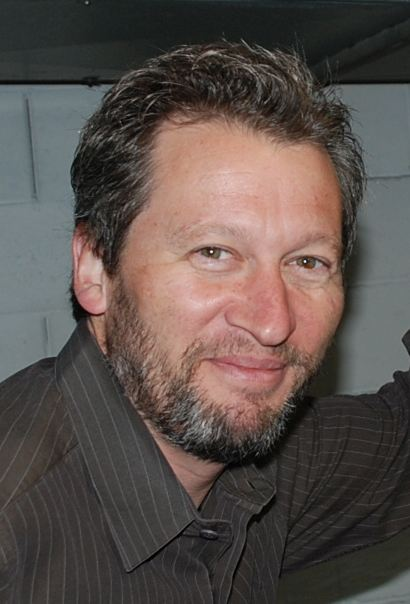
Ken Kwapis 2008

Kenneth William "Ken" Kwapis (San Luis Oriental, Illinois; 17 de agosto de 1957) es un director de cine, de televisión y guionista estadounidense.

## Filmografía
- A Walk in the Woods (2015)
- Big Miracle (2012)
- He's Just Not That Into You (2009)
- License to Wed (2007)
- The Sisterhood of the Traveling Pants (2005)
- Sexual Life (2005)
- The Beautician and the Beast (1997)
- Dunston Checks In (1996)
- He Said, She Said (1991)
- Vibes (1988)
- Sesame Street Presents Follow That Bird (1985)
- The Beniker Gang (1985)